# Iti-Marduque-balatu
Iti-Marduque-balatu (conhecido por outros como Itti-Marduk-balatu) foi o segundo rei da Segunda dinastia de Isim da Babilônia que, no total, havia reinado por 8 anos, cujas datas estão incertas. Foi filho do fundador Marduquecabiteaquesu e sucedido por Ninurtanadinsumi. Um cudurru fragmentário registra uma compra de três terras e cinco textos econômicos.
De acordo com outras inscrições, durante o reinado de Iti-Marduque-balatu, a própria dinastia de Isim já conquistou a Babilônia em 1 155 a.C., sucedendo a dinastia anterior, a dinastia cassita, governada por Enlilnadinaque.
Como seu pai, ele fez incursões na Assíria. Os elamitas, sob o rei Silaque-Insusinaque, filho de Sutruque-Nacunte, atacaram repetidamente a Mesopotâmia, até o Tigre, chegando até o norte de Nuzi, por esse período.